# 朴英俊 (軍人)
朴 英俊（パク・ヨンジュン、박영준）は日本統治時代の朝鮮の独立運動家であり大韓民国の軍人、企業家。

## 経歴
1915年11月1日、京畿道で朴賛翊の三男として生まれる。本貫は潘南朴氏。
1939年、韓国青年戦地工作隊で活動。1941年12月、中央陸軍軍官学校特別訓練班交通科第17期卒業。光復軍第3支隊で活動。
1943年、申順浩と結婚。同年8月、光復軍庶務科科員。1944年、韓国臨時政府財務部理財科長。1945年、光復軍第3支隊第1区隊長。終戦後、開封地区特派団団長。1946年に臨時政府駐華代表団東北総弁事処（処長：李光、副処長：金学奎）外務主任、翌47年に長延区民主自衛軍（長：李逸泰）歩兵独立総隊副総隊長となる。
1948年2月頃、帰国。翌年、陸軍士官学校第8期特別第4次任官、任少領。政訓兵科分野の基礎を固めた。1950年、国防部政訓局調査課長。1950年11月25日、陸軍本部政訓監（大領）。1952年、陸軍歩兵学校卒業。1953年、韓国軍捕虜説得委員長兼任。同年5月4日、任准将。1954年7月16日、陸軍本部調達監。第5軍団副軍団長。1955年、陸軍大学卒業。1956年、第39師団長（2代目）。1959年6月、国防研究院を卒業して第6軍団副軍団長。1960年7月、第9師団長。
1961年6月に予備役編入後、韓国電力設立委員会委員長、韓国電力会社社長となる。
1963年6月、五月同志会中央委員。1965年11月、韓・米技術協会会長。1966年10月に国際動力会議の為来日。1967年7月、ソウル商工会議所特別委員。8月、大韓商工会議所特別委員。1968年2月、電力会社社長辞任。6月、電気業界視察のため来日。電気協会会長。1971年、恵仁重機代表理事、援護奨学会理事長。1972年、光復軍同志会会長、大宗教理事長。1974年、ソウル証券社社長。1977年、韓中文化協会会長。建国勲章独立章授与。1985年、独立有功者協会会長。
2000年3月27日、老衰で死亡。
2015年6月7日、京畿道博物館は朴英俊に授与された忠武武功勲章を「今月の遺物」に選定した。